# مسجد رنگینه
مسجد رنگینه مربوط به اواخر دوره زند است و در بروجرد، خیابان شریعتی واقع شده و این اثر در تاریخ ۱۰ مهر ۱۳۸۰ با شمارهٔ ثبت ۴۰۸۳ به‌عنوان یکی از آثار ملی ایران به ثبت رسیده است.